# Observatoire régional des lacs alpins

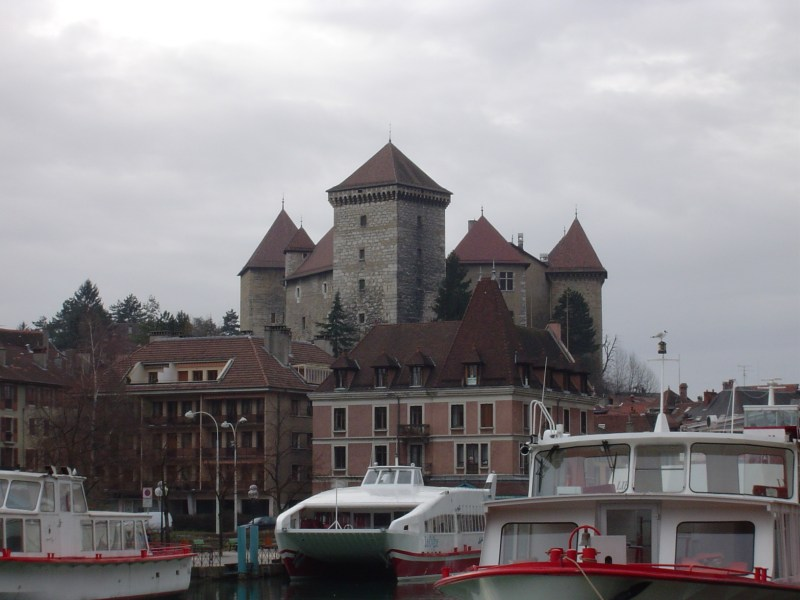
Le château d'Annecy.

L'Observatoire régional des lacs alpins dont le sigle est O.R.L.A, est installé dans le Château d'Annecy et plus précisément dans la Tour et le « Logis Perrière ».

## L'observatoire régional des lacs alpins
On y trouve :
- une exposition archéologique sur les premiers peuplement du lac ;
- des aquariums présentant des poissons des différents types de lac montagneux ;
- une maquette du lac d'Annecy et de son environnement montagneux ;
- des maquettes de bateaux qui ont évolué sur le lac ;
- une exposition de matériels de pêche utilisés dans les lacs alpins ;
- une exposition des oiseaux liés au milieu lacustre.

## Monitoring
De nombreux lacs alpins ont été fortement pollués par les nitrates et les phosphates, et pourraient l'être à la suite de l'immersion de munitions. Des espèces en disparaissent alors que d'autres, parfois considérées comme invasives y apparaissent. Le réchauffement climatique pourrait avoir des effets sur leur température, mais aussi sur leur niveau et saisonnalité. Leur faune, bactérienne notamment, est encore mal connue.